# Miranda Lawson
Miranda Lawson è un personaggio immaginario presente nella  serie di videogiochi Mass Effect, sviluppata da BioWare e pubblicata da Electronic Arts.
In Mass Effect 2 è un membro della squadra facente capo al comandante John Shepard.

## Caratteristiche

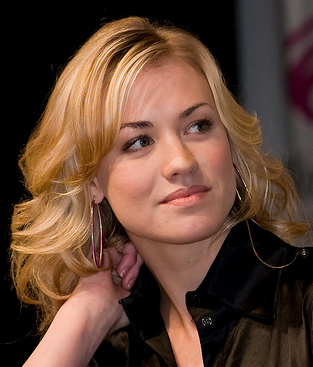
Yvonne Strahovski, modello e voce di Miranda in Mass Effect 2 e Mass Effect 3

In Mass Effect 2, Miranda Lawson si rivela essere un agente di alto rango dell'organizzazione pro-umana Cerberus, ed è stato geneticamente progettata dal padre, Henry Lawson, per intelligenza e tratti fisici superiori. Viene mostrata una leader capace, esemplificata dal fatto che è uno dei pochi membri della squadra che può guidare con successo una squadra di fuoco nell'ultima missione senza che nessuno muoia, nonostante abbia la sensazione di non avere lo stesso carisma di Shepard. Lawson è il capo del progetto Lazarus, progetto che ha lo scopo di riportare in vita Shepard. A bordo della Normandy, è la seconda in comando, con il compito di archiviare i rapporti di missione e osservare Shepard, per poi riferire il tutto direttamente all'Uomo Misterioso. 
Miranda era la figlia creata artificialmente di un uomo d'affari ricco e potente dalla Terra. Invece di darle una madre umana per randomizzare il suo codice genetico, Henry prese il suo DNA e raddoppiò il suo cromosoma X, sperando di creare una dinastia. Insoddisfatto dei suoi tentativi di esercitare il controllo sulla sua vita, Miranda fuggì e si unì a Cerberus, ricevendo protezione, e mandò segretamente sua sorella, che era stata creata nel suo stesso modo, a nascondersi per proteggerla dal padre. Se il giocatore completerà la missione di salvataggio della sorella di Miranda, riceverà la sua completa lealtà. In uno dei possibili finali della storia, dimostra la sua lealtà quando l'Uomo Misterioso le dà un ordine per impedire a Shepard di distruggere la Stazione Spaziale dei Collettori rifiutando e annunciando le sue dimissioni prima di interrompere bruscamente la comunicazione. 

### Aspetto
Le prime concept art di Miranda si concentravano sull'equilibrare il suo sex appeal con un'uniforme adatta alla sua posizione di ufficiale di Cerberus. Originariamente concepita con il colore biondo di capelli, dopo che la sua uniforme fu disegnata, si decise che il colore nero si sarebbe adattato meglio al suo aspetto "femme fatale". Casey Hudson ha affermato che la sua divisa è attillata perché creata per essere "perfetta" e "bella". Per il ruolo di Miranda Lawson, Yvonne Strahovski parlò naturalmente, esponendo il suo accento australiano e fu il modello inspiratorio degli sviluppatori. 
In Mass Effect 2, gli angoli di ripresa e scatti come un primo piano delle natiche sono stati impiegati per concentrarsi sulle "sue curve e sessualità", identificate come parti chiave del suo personaggio, essendo una persona geneticamente progettata per essere "perfetta". David Kates ha composto il tema musicale di Miranda, con l'intenzione di "dimostrare la sua forza, ma anche il suo lato vulnerabile, e una tristezza che è profondamente dentro di lei".

## Storia

### Mass Effect Galaxy
Miranda è apparsa per la prima volta nel gioco iOS Mass Effect Galaxy del 2009. In Galaxy, Miranda comunica con Jacob Taylor come ologramma ed è il suo principale informatore su come fermare la minaccia batarian alla Cittadella.

### Mass Effect: Redemption
Miranda ritorna nella serie di fumetti del 2009, dove incontra per la prima volta Liara T'Soni e Feron su Omega, offrendo loro di aiutarli a recuperare il corpo del Comandante Shepard perduto. Dopo aver incontrato Liara con l'Uomo Misterioso, riporta quindi Liara e Feron su Omega, dicendo loro che il corpo di Shepard è ancora sulla stazione e li istruisce a recuperarlo, con Cerberus che li rimborsa per i loro sforzi. Più tardi, quando l'agente dell'Ombra Tazzik ha intenzione di vendere il corpo ai Collettori, Miranda chiede all'Uomo Misterioso il permesso di fermarlo, ma l'Uomo Misterioso le dice di aspettare, dicendo che devono scoprire perché sono interessati a Shepard. Miranda nota quindi che Feron e Liara lo stanno inseguendo e chiede di seguirli, ma l'Uomo Misterioso le dice ancora una volta di aspettare. Alla fine della serie, quando Liara salva il corpo di Shepard e lo porta in una struttura di Cerberus, Miranda dice a Liara che ha dei dubbi sul fatto che Shepard possa essere rianimato o meno, ma le assicura che è possibile riportarlo in vita.

### Mass Effect 2
Miranda è uno dei membri della squadra di Shepard in Mass Effect 2. È una delle massime agenti dell'organizzazione pro-umana Cerberus, incaricata di supervisionare del "Progetto Lazarus", il progetto che ha riportato in vita Shepard. Miranda sarà una delle prime persone, insieme a Wilson, il traditore che modificò i mech presenti nella stazione di Cerberus. Giunti alla fine della missione, Wilson sarà sorpreso nel vedere Miranda ancora in vita, per poi essere freddato dalla stessa. Una volta completata la missione Miranda sarò affiliata dall'Uomo Misterioso insieme a Shepard nella Normandy SR-2, con il compito di controllarlo e di effettuare rapporti delle missioni. Attraverso conversazioni con lei, Shepard viene a conoscenza del background di Miranda. Ammette di essere stata geneticamente "creata" da suo padre Henry Lawson, che è uno degli umani più ricchi della galassia, per essere l'essere geneticamente "perfetta", in grado di guarire dalle lesioni più rapidamente e con abilità biotiche più potenti, oltre a un'eccezionale istruzione e un eccellente fascino, tutto come parte del desiderio di suo padre di avere un "dinastia" per seguirlo. La perseveranza di suo padre nel rendere Miranda la più "perfetta" possibile la portò a non avere un'infanzia normale, le fu proibito di avere amici o relazioni con qualcun altro e costretta a migliorare costantemente le sue capacità. A un'età abbastanza grande, Miranda fu in grado di fuggire da suo padre, suggerendo che "i colpi furono sparati", e fuggì da Cerberus, la società dove Miranda scoprì che il padre vi lavorava come investigatore. Cerberus le diede asilo e protezione e suo padre interruppe il lavoro l'organizzazione. 
Più avanti nel gioco, Miranda chiede a Shepard un aiuto per salvare sua sorella. Rivela che suo padre, dopo che Miranda era fuggita da lui, aveva creato un'altra figlia, la sorella gemella genetica di Miranda, Oriana. Miranda è stata in grado di salvare Oriana, lasciandola in un'altra famiglia per avere una vita normale. Dice a Shepard che suo padre è stato in grado di rintracciare Oriana e ha assunto mercenari per catturarla. Miranda ha organizzato con Cerberus un accordo in cui l'organizzazione trasferisca in sicurezza Oriana e la sua famiglia, ma ha bisogno dell'aiuto di Shepard. Se Shepard aiuta Miranda scopre che l'unica amica di cui abbia mai avuto o di cui fidarsi, Niket, l'aveva tradita e sta lavorando con i mercenari per portare via Oriana. Nello scontro che seguirà, il comandante dei mercenari e Niket moriranno, ma Niket, a seconda delle azioni di Shepard, sarà uccisa o dal comandante dei mercenari o da Miranda. Successivamente, Miranda vede Oriana con la sua famiglia, e se Shepard la convince, va e incontra Oriana, presentandosi a lei. 
In seguito, se Shepard parlerà di più con Miranda nella Normandy, ammette che, anche se dovrebbe essere perfetta, sente che tutto ciò che ha fatto è il risultato del suo adattamento genetico. Shepard può convincerla di dare troppo merito a suo padre, dicendo che mentre il padre le donava le modifiche, le azioni compiute da lei erano il suo frutto, con l'aiuto degli stessi poteri. Questo sembra rassicurare Miranda , che ringrazierà Shepard per le parole. 
Durante la "Missione suicida", Miranda può sopravvivere o morire a seconda delle scelte del giocatore. Se il giocatore usa un personaggio maschile di Shepard, può affrontare una "storia d'amore" con Miranda.

#### DLCL'Ombra
Nel DLC, se Shepard deciderà di aiutare Liara nel salvataggio di Feron, lei spiegherà il suo contatto di Cerberus nel cercare il loro aiuto nel recuperare il suo corpo. Ciò si ricollega a Mass Effect: Redemption, dove sarà Miranda a cercare il loro aiuto.

### Mass Effect 3
Miranda ritorna in Mass Effect 3 se è sopravvissuta agli eventi della missione suicida in Mass Effect 2. Dopo aver sconfitto i Collettori, lasciò Cerberus. Dato che era un ufficiale di alto rango di Cerberus, indicò che l'Uomo Misterioso le aveva ordinato un colpo, facendola andare in fuga. Shepard incontra Miranda sulla Cittadella, dove esprime preoccupazione per il fatto che Oriana sia stata trovata da suo padre. Dopo un breve contatto con Miranda, dove ammette ed esprime preoccupazione per il fatto che suo padre stia lavorando con l'Uomo Misterioso, chiede a Shepard di incontrarla sulla Cittadella e di accedere alle risorse dell'Alleanza, anche se non dirà il perché. Se Shepard rifiuta il suo accesso, accetta la scelta di Shepard e se ne va, mentre se concede il suo accesso, confessa quindi che quando era stata a capo del Progetto Lazarus per far rivivere Shepard, voleva mettere un chip di controllo nel cervello di Shepard, per assicurarsi che Shepard non diventasse un ladro, ma l'Uomo Misterioso, non voleva e le ordinò di non farlo. Questa confessione sarà proposta in un dialogo in Mass Effect 2, senza dare importanza al fatto, in cui si vedrà Miranda ammettere che lei stessa voleva impiantare un chip in Shepard, ma venne bloccata dallo stesso Uomo Misterioso. Miranda ammette di essere stata ipocrita riguardo a questo argomento, da quando aveva fatto tutto il possibile per impedire a suo padre di controllare la sua vita e quella di Oriana. Shepard può perdonarla. 
Più tardi, Shepard trova Miranda in un laboratorio di Cerberus (Sanctuary), mascherato da campo profughi, dove suo padre stava facendo esperimenti sui rifugiati. Se Shepard è in grado di negoziare con Henry per lasciar andare Oriana, Miranda lo uccide con un attacco biotico. Se Shepard non è in grado di negoziare, Miranda attaccherà comunque suo padre per salvare Oriana, e mentre lo ucciderà, sarà colpita nei suoi processi. Il destino di Miranda dipende anche se Shepard l'aveva avvertita in precedenza dell'assassino di Cerberus Kai Leng, che Miranda incontra su Sanctuary. Se Shepard non l'avesse avvertita, o avesse rifiutato l'accesso alle risorse dell'Alleanza, o non avesse fatto la sua missione di lealtà in Mass Effect 2, Miranda morirà. Se Shepard avesse completato la missione di lealtà di Miranda, oltre a averla avvertita di Kai Leng, Miranda sopravvive e, dopo aver portato Oriana in salvo, assiste nello sforzo bellico. 

#### DLCCitadella
Miranda fa la sua apparizione nel pacchetto DLC, che aggiunge momenti che varieranno nel contenuto a seconda del dialogo e delle scelte dell'evento o se Shepard è in una storia d'amore con lei. Miranda è anche disponibile come compagno di squadra temporaneo nel simulatore di combattimento dell'Armax Arsenal Arena.

## Recensione
Miranda ha ricevuto un'accoglienza abbastanza positiva. BioWare ha rivelato che la missione di lealtà di Miranda, che aveva una trama più "permalosa", è stata completata più di quella di Grunt su PC, ma nel caso dei giocatori Xbox 360 è stato il contrario. Strahovski è stata nominata come "Miglior performance di una donna umana" agli Spike Video Game Awards.  Dopo aver sentito le notizie per un potenziale film di Mass Effect, Dan Ryckert di Game Informer ha guardato i diversi personaggi e ha pensato che Strahovski avrebbe dovuto riprendere il ruolo, definendola la "scelta ovvia". Un sondaggio pubblicato da PC Gamer nel 2015 ha rivelato che Miranda è il secondo interesse amoroso più popolare per Shepard dopo Liara T'Soni nella serie Mass Effect. In un articolo del 2016, PC Gamer l'ha classificata ottava come migliore compagna della serie. Nell'arco narrativo del personaggio, il membro dello staff della rivista ha fornito i seguenti commenti: "L'esperienza di Miranda di miglioramenti genetici si ricollega alla sua complicata relazione con suo padre, che viene esaminata più attentamente e brutalmente in Mass Effect 3. Questa crisi personale la rende uno dei personaggi più complessi della serie, secondo me, offrendo alcune chiare motivazioni sul perché sia così ".

### Aspetto fisico
Un'attenzione particolare, sia in chiave favorevole che critica, è stata data al suo aspetto. La rivista scientifica Complex ha elencato le sue natiche come una delle migliori nei giochi, commentando "Miranda è letale, brillante e sembra altrettanto accesa in battaglia quanto se ne allontana", includendola al numero 40 in un elenco dei 50 personaggi più famosi dei videogiochi e come uno dei 25 "personale di bordo più belli nei giochi".
 Allo stesso modo UGO.com ha inserito Miranda come "nona donna più sexy del 2012", definendola una "bruna sensuale". MSN l'ha considerata come una delle donne più calde nella storia dei videogiochi, "Progettata geneticamente per essere perfetta, Miranda Lawson sa che è calda, intelligente e non ha paura di dirlo a nessuno".
Ryan Winterhalter di 1UP.com l'ha definita come una delle tre aree in cui Mass Effect 2 era sessista, non trovando difetti nel suo concetto di donna geneticamente perfetta, ma principalmente nella messa a fuoco della telecamera sui suoi glutei. Michael Graff di Screenrant condivise il pensiero, classificandolo come uno dei momenti più eccitanti nel secondo capitolo della serie. Soha Kareem, nel suo saggio "Mashing Our Buttons: On Romance And Sex In Video Games" ha criticato Miranda come "un tipo noioso di femme fatale, il cui tempo sullo schermo include angoli opportunistici sul culo e chi maltratta altri personaggi femminili come Jack", considerandola come "pretenziosa", "un prodotto di ricchezza e strutture di potere maschile" e che "avrebbe scritto la versione spaziale di Lean In".  Evan Lahti di PC Gamer la paragonò ai mobili, commentato: "Cosa ricordiamo di lei, a parte la sua divisa attillata e il modo in cui la fotocamera di Mass Effect 2 incornicia in modo suggestivo i suoi fianchi?"
Luke Plunkett di Kotaku ha criticato il suo arco romantico in Mass Effect 3, osservando che "Il modo patetico in cui è stata data la relazione, una pietra miliare del secondo gioco, è stato col senno di poi una benedizione". Il pensiero di Plunkett nasce in base al cambiamento di caratterizzazione del personaggio dal secondo capitolo al terzo.